# Dicentria indepta
Dicentria indepta är en fjärilsart som beskrevs av Max Wilhelm Karl Draudt 1932. Dicentria indepta ingår i släktet Dicentria och familjen tandspinnare. Inga underarter finns listade i Catalogue of Life.